# Montlouis-sur-Loire
Montlouis-sur-Loire är en kommun i departementet Indre-et-Loire i regionen Centre-Val de Loire i de centrala delarna av Frankrike. Kommunen ligger i kantonen Montlouis-sur-Loire som tillhör arrondissementet Tours. År 2022 hade Montlouis-sur-Loire 11 261 invånare.

## Befolkningsutveckling
Antalet invånare i kommunen Montlouis-sur-Loire
Referens:INSEE